# XX Premis Goya
La XXa edició dels Premis Goya (oficialment en castellà: Premios Anuales de la Academia "Goya") va tenir lloc al Palau de Congressos de la ciutat de Madrid (Espanya) el 29 de gener de 2006 i fa referència a aquelles produccions realitzades el 2005.
La presentació de la gala va anar a càrrec dels actors Concha Velasco i Antonio Resines, i fou dirigida pel director i crític de cinema Fernando Méndez Leite.
La gran triomfadora de la nit fou La vida secreta de les paraules d'Isabel Coixet, que aconseguí guanyar 4 premis de les 5 nominacions que tenia, entre elles millor pel·lícula, direcció i guió original. La pel·lícula amb més nominacions, però, fou Obaba de Montxo Armendáriz amb 10, si bé únicament guanyà una estatueta. La seguí en nominacions Princesas de Fernando León de Aranoa amb 9 nominacions, que guanyà 3 premis (millor actriu per Candela Peña, millor actriu revelació i cançó original).

## Nominats i guanyadors
| Millor pel·lícula | Millor director |
| --- | --- |
| - La vida secreta de les paraules - 7 vírgenes - Obaba - Princesas | - Isabel Coixet per La vida secreta de les paraules - Alberto Rodríguez per 7 vírgenes - Benito Zambrano per Habana Blues - Montxo Armendáriz per Obaba |
| Millor actor | Millor actriu |
| - Óscar Jaenada per Camarón - Juan José Ballesta per 7 vírgenes - Eduard Fernández per El método - Manuel Alexandre per Elsa y Fred                                                                                                 | - Candela Peña per Princesas - Adriana Ozores per Heroína - Nathalie Poza per Malas temporadas - Emma Vilarasau per Para que no me olvides |
| Millor actor secundari | Millor actriu secundària |
| - Carmelo Gómez per El método - Javier Cámara per La vida secreta de les paraules - Enrique Villén per Ninette - Fernando Guillén per Otros días vendrán                                                                            | - Elvira Mínguez per Tapes - Verónica Sánchez per Obaba - Pilar López de Ayala per El séptimo día - Marta Etura per Para que no me olvides |
| Millor guió original | Millor guió adaptat |
| - Isabel Coixet per La vida secreta de les paraules - Alberto Rodríguez i Rafael Cobos per 7 vírgenes - Fernando León de Aranoa per Princesas - Eduard Cortés i Piti Español per Otros días vendrán                                 | - Marcelo Piñeyro i Mateo Gil per El método - José Luis Garci i Horacio Valcárcel per Ninette - Montxo Armendáriz per Obaba - Roberto Santiago per El penalti más largo del mundo |
| Millor director novell | Millor direcció de producció |
| - José Corbacho i Juan Cruz Benavente per Tapes - Asier Altuna i Telmo Esnal per Aupa Etxebeste! - Guillem Morales per El habitante incierto - Santiago Tabernero per Vida y color                                                  | - Esther García per La vida secreta de les paraules - Tino Pont per Camarón - Ernesto Chao i Eduardo Santana per Habana Blues - Puy Oria per Obaba |
| Millor actor revelació | Millor actriu revelació |
| - Jesús Carroza per 7 vírgenes - Pablo Echarri per El método - Luis Callejo per Princesas - Álex González per Segundo asalto | - Micaela Nevárez per Princesas - Isabel Ampudia per 15 días contigo - Alba Rodríguez per 7 vírgenes - Bárbara Lennie per Obaba |
| Millor pel·lícula hispanoamericana | Millor pel·lícula europea |
| - Iluminados por el fuego de Tristán Bauer ( Argentina) - Alma mater d'Álvaro Buela ( Uruguai) - Mi mejor enemigo d'Alex Bowen ( Xile) - Rosario Tijeras d'Emilio Maillé ( Colòmbia)                                                | - Match Point de Woody Allen ( Regne Unit) - Les Choristes de Christophe Barratier ( França) - The Constant Gardener de Fernando Meirelles ( Regne Unit) - Der Untergang d'Oliver Hirschbiegel ( Alemanya) |
| Millor fotografia | Millor muntatge |
| - José Luis López-Linares per Iberia - Raúl Pérez Cubero per Ninette - Javier Aguirresarobe per Obaba - José Luis Alcaine per Otros días vendrán                                                                                    | - Fernando Pardo per Habana Blues - Julia Juániz per Iberia - Iván Aledo per El método - Miguel González Sinde per Ninette |
| Millor direcció artística | Millor vestuari |
| - Gil Parrondo per Ninette - Julio Esteban i Julio Torrecilla per Obaba - Félix Murcia i Federico García Cambero per Para que no me olvides - Marta Blasco per Segundo asalto                                                       | - María José Iglesias per Camarón - Sonia Grande per Hormigas en la boca - Janty Yates per El regne del cel - Bina Daigeler per Princesas |
| Millor so | Millor música |
| - Carlos Bonmatí, Alfonso Pino i Pelayo Gutiérrez per Obaba - Miguel Rejas i José Antonio Bermúdez per Ninette - Eladio Reguero i David Calleja per Los nombres de Alicia - Miguel Rejas, Alfonso Raposo i Polo Aledo per Princesas | - Juan Antonio Leyva, José Luis Garrido, Equis Alfonso, Dayan Abad, Descemer Bueno, Kiki Ferrer i Kelvis Ochoa per Habana Blues - Roque Baños per Frágiles - Pablo Cervantes per Ninette - Eva Gancedo per La noche del hermano |
| Millor maquillatge | Millors efectes especials |
| - Romana González i Josefa Morales per Camarón - Jorge Hernández i Fermín Galán per El Calentito - Paillette i Annie Marandin per Els Dalton - Carlos Hernández i Manolo García per Princesas                                       | - David Martí, Montse Ribé, Félix Cordón, Félix Bergés i Rafa Solorzano per Frágiles - Carlos Lozano, Reyes Abades, Alberto Esteban, Pablo Núñez i Ana Nuñez per Un rey en La Habana - Juan Ramón Molina, Pablo Núñez, Ana Núñez, Antonio Ojeda i Carlos Martínez per Las llaves de la independencia - Reyes Abades, Chema Remacha, Alberto Esteban i Pablo Urrutia per Obaba |
| Millor cançó | Millor curtmetratge de ficció |
| - Manu Chao per Princesas (Me llaman calle) - Mario Gaitán per Bagdad rap (Llora por tus miserias) - Eva Gancedo i Yamil per La noche del hermano (Los malos amores) - Dani Martín per Sinfín (Laura)                               | - Nana de José Javier Rodríguez Melcón - Bota de oro de José Luis Baringo i Ramón Tarrés - El examinador de José Antonio Pajares - Hiyab de Xavi Sala - El intruso de David Cánovas |
| Millor pel·lícula d'animació | Millor curtmetratge d'animació |
| - El sueño de una noche de San Juan de Ángel de la Cruz i Manolo Gómez - Gisaku de Baltasar Pedrosa Clavero | - Tadeo Jones d'Enrique Gato - La gallina ciega d'Isabel Herguera - La leyenda del espantapájaros de Marco Besas - La luz de la esperanza de Ricardo Puertas - Semilla del recuerdo de Renato Roldán |
| Millor pel·lícula documental | Millor curtmetratge d'animació |
| - Cineastes contra magnats de Carlos Benpar - Iberia de Carlos Saura - Trece entre mil de Iñaki Arteta - Vint anys no és res de Joaquim Jordà                                                                                       | - En la cuna del aire de Rodolfo Montero de Palacio - Castilla y León, patrimonio de la humanidad d'Antonio Giménez Rico - Nenyure de Jorge Rivero |
| Goya d'honor | |
| - Pedro Masó (director, productor i guionista) | |